# خبير الأثريات
خبير الأثريات (بالإنجليزية: The Antiquary)‏ هي رواية بقلم السير والتر سكوت نشرت عام 1816 تتحدث عن عدة شخصيات مثل خبير الآثار: وهو مؤرخ هاوي وعالم آثار وجامع أثريات. ورغم أنه شخصية العنوان، فليس هو البطل بالضرورة، ذلك أن العديد من الشخصيات حوله تمر برحلات وتغيرات أكثر أهمية. بدلا من ذلك، فإنه يقدم شخصية محورية (ومكانا محوريا) تدور حوله شخصيات وأحداث أكثر إثارة - حيث يقدم سكوت عليها تعليقات ساخرة. كتبت الرواية من منظور الشخص الثالث حتى لا تبقى الرواية محصورة على خبير الآثار.
تعتبر الرواية ضمن الأدب القوطي، وهي عابقة بالأسرار العائلية، وقصص الكنوز المخفية والحب الميؤوس منه.
كتب سكوت في إعلانه عن الرواية أن هدفه من كتابتها كان مشابها لرواياته السابقة ويفرلي وغاي مانرينغ وهو لتوثيق الحياة والآداب الاسكتلندية في فترة معينة، في هذه الحالة كان العقد الأخير من القرن الثامن عشر. وشملت سكوت سردا للمصطلحات الاسكتلندية كملحق للرواية.